# Список буддийских храмов Вьетнама

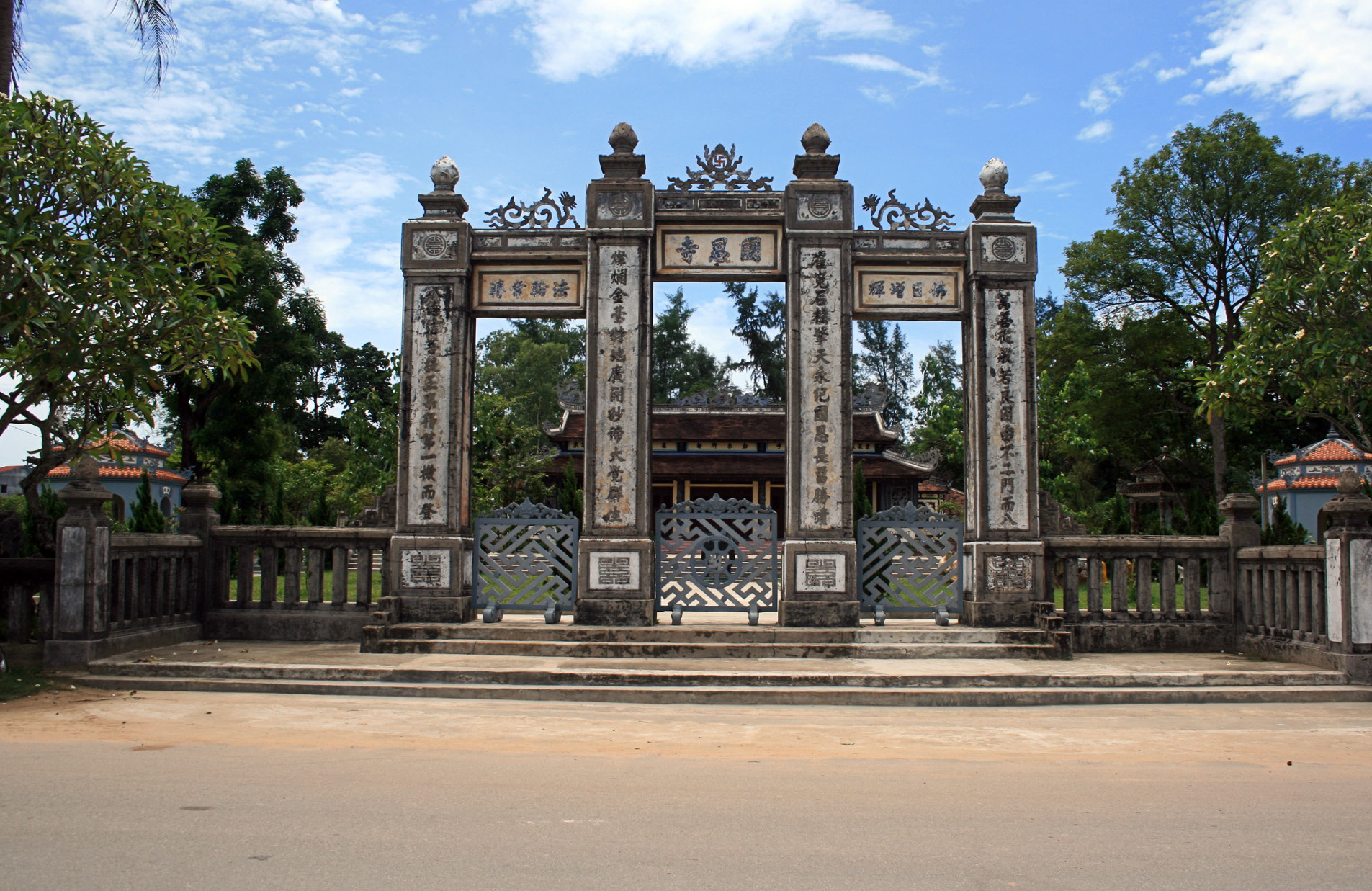
Пагода Кыок Ан. Город Хюэ.

Список буддийских храмов Вьетнама, разделённый по административно-территориальным единицам верхнего уровня (провинции и города центрального подчинения).

## Анзянг
- Храм Ба Тюа Сы[вьет.] — храм построен у подножья горы Шам вокруг древней статуи, известной как Ба Тюа Сы (вьет. Bà Chúa Xứ), которая была обнаружена на горе и перенесена ниже по склону[1][2].
- Пагода Фыокдьен[вьет.] — пагода течения Быу Шон Ки Хыонг, построенная в середине XIX века как военная и логистическая база движения сопротивления французким колониалистам. Была опорным пунктом пунктом партизан во время войн с Францией и США[3].
- Пагода Филай[вьет.] — впервые построена в 1887 году, после чего неоднократно разрушалась в войнах и отстраивалась заново. В 1978 году стала одним их мест массовых убийств во время нападения «красных кхмеров»[4].
- Пагода Тамбыу[вьет.] — пагода 1882 года постройки, в 1980 году признана национальным историческим памятником[5]
- Пагода Сатон[вьет.]
- Пагода Зёнгтхань[вьет.]
- Пагода Фатлон[вьет.]
- Пагода Тайан[вьет.]
- Пагода Онгбак[вьет.]
- Пагода Ханг[вьет.]
- Пагода Фузунг[вьет.]

## Бакнинь
- Пагода Виньнгьем[вьет.]
- Пагода Буттхап
- Пагода Зан[вьет.]
- Пагода Зау[вьет.]
- Пагода Кимдай[вьет.]
- Пагода Фаттить[вьет.]

## Даклак
- Пагода Кхайдоан[вьет.] — пагода в городе Буонметхуот, последняя пагода, получившая наименование «Императорская» (в 1953 году от Бао Дая)[6].

## Дананг
- Пагода Линьынг Байбут (вьет. Chùa Linh Ứng) — построена в 2014 году на полуострове Шонча. В архитектурный комплекс пагоды входит статуя Авалокитешвары высотой 67 метров[7].
- Пагода Линьынг Бана (вьет. Linh Ứng Bà Nà) — пагода на вершине горы высотой около 1500 метров, в курортной зоне Бана Хиллз[7].
- Пагода Линьынг Нонныок (вьет. Linh Ứng Non Nước) — пагода в восточной части буддийского комплекса на Мраморных горах[7].
- Пагода Куанам (вьет. Chùa Quan Âm) — пагода в западной части Мраморных гор, на берегу реки[7].
- Пагода Фода (вьет. Chùa Phổ Đà) — пагода в районе Хайтяу, построенная в 1932 году. Здесь находится Школа основ буддизма[7].
- Пагода Тамтхай (вьет. Chùa Tam Thai) — трёхэтажная пагода на вершине одной из Мраморных гор[7].
- Пагода Намшон (вьет. Chùa Nam Sơn) — пагода в общине Хоатяу, уезд Хоаванг[7].
- Пагода Бада (вьет. Chùa Bà Đa) — находится в квартале Миан, район Нгуханьшон. Включает в себя 22-метровую статую Амитабхи[8].

## Донгтхап
- Пагода Виньчанг[вьет.]

## Кантхо
- Пагода Зой[вьет.] — единственная пагода кхмерской общины в городе Шокчанг[9].

## Куангнинь
- Пагода Донг[вьет.] — небольшая (примерно 5×4 метра) бронзовая пагода на самой высокой горе хребта Йенты, самый известный объект зоны религиозного туризма Йенты[10].

## Куангчи
- Пагода Хоангфук — расположена в деревне Митхюи уезда Летхюи. Пагоде более 700 лет, и она является одним из самых старых храмов в Центральном Вьетнаме.

## Ламдонг
- Пагода на горе Таку[вьет.]

## Лангшон
- Пагода Тамтхань[вьет.]

## Ниньбинь
- Пагода Байдинь[вьет.]
- Пагода Битьдонг[вьет.]
- Пагода Фоминь[вьет.]

## Футхо
- Пагода Тайтхьен (Chùa Tây Thiên)

## Хайфон
- Пагода Аннинь[вьет.]
- Пагода Коншон[вьет.]

## Ханой
- Пагода на одном столбе
- Ароматная пагода
- Пагода Чанкуок — старейшая пагода Ханоя, построена в VI веке. Журналом National Geographic включена в список 10 красивейших буддийских святынь мира.
- Пагода Куансы[вьет.]
- Пагода Ланг[вьет.]
- Пагода Баотхьен[вьет.]
- Пагода Хынгки[вьет.]
- Пагода Кимльен[вьет.]
- Пагода Нань[вьет.]
- Пагода Куангхоа[вьет.] — большая пагода, построенная не позднее 1866 года[11]. Находится в квартале Нгуензу, район Хайбачынг[12].
- Пагода Суй[вьет.] — находится в общине Футхи, уезд Зялам. По легенде, построена во II веке[13].
- Пагода Сай[вьет.] — находится в квартале Быой, район Тэйхо. С 1996 года — культурный и исторический памятник[14].
- Пагода Тхьенньен[вьет.] — пагода, построенная при правлении Ли Нам-дэ (544—548 гг.), ныне в квартале Быой, район Тэйхо[15].
- Пагода Таошать[вьет.] — двухэтажная кирпичная пагода в квартале Няттан, район Тэйхо. С 1993 года — памятник архитектуры[16].
- Пагода Вуа[вьет.] — комплекс из двух храмов, один из которых посвящён Будде, другой — Шакре. Находится в квартале Фохюэ, район Хайбачынг[17].

## Хатинь
- Пагода Хыонгтить[вьет.] — большой (1900 га) буддийский комплекс из трёх храмов, находящийся в уезде Канлок, на высоте 650 метров над уровнем моря[18].

## Хошимин
- Пагода Быулонг[вьет.] — пагода середины XX века в городе Тхудык (ныне в составе Хошимина). Журналом National Geographic включена в список 10 красивейших буддийских святынь мира.
- Пагода Линьшонкоты[вьет.]
- Пагода Ньетбантиньса[вьет.]
- Пагода Дайтонглам[вьет.] — пагода в квартале (ранее — городе) Фуми[вьет.], построенная в 1958 году. Площадь комплекса — около 100 гектар. В 2006—2010 пагода стала обладателем нескольких рекордов Вьетнама: самый большой главный зал (90×46 метров), количество статуй Будды (более 10 тысяч), размеры статуи Будды Майтрейи и других[19][20].

## Хынгйен
- Пагода Кео[вьет.] — построена в 1630—1632 годах в типичном архитектурном стиле династии Ле, который сохранила также и в XXI веке. Комплекс из 17 сооружений занимает площадь 58 000 м². В 2012 году признана особым национальным памятником[21].

## Бодх-Гая (Индия)
- Монастырь Фат Куок Ты[вьет.]